# Ferrovia Museo Blonay-Chamby
La ferrovia museo Blonay-Chamby (BC) è una linea ferroviaria, a scartamento metrico, dismessa al traffico normale e utilizzata per treni d'epoca e amatoriali nonché come collegamento per il Museo dello scartamento ridotto di Chaulin.

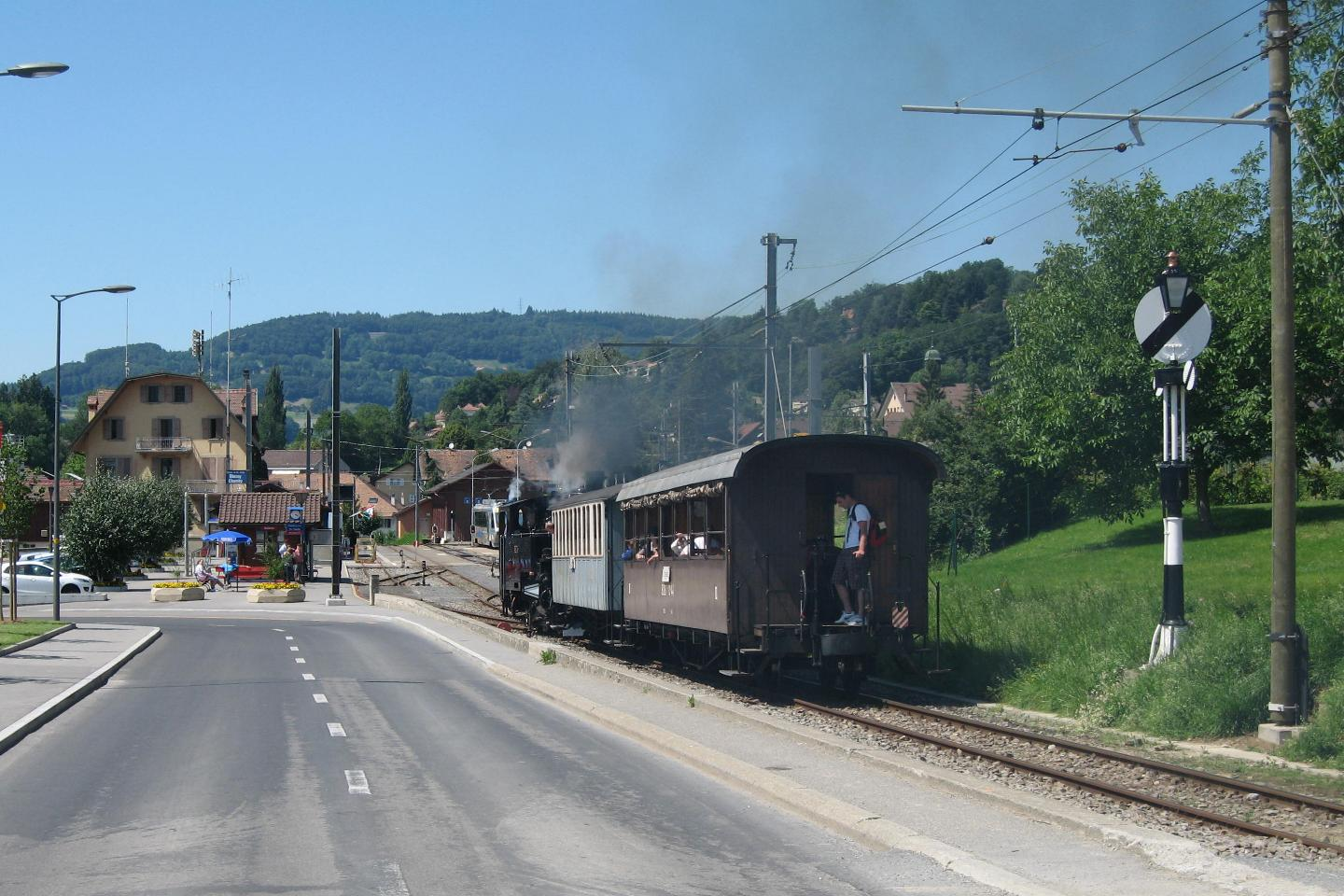
Stazione di Blonay

## Storia

### 1902-1966: Ferrovia Vevey-Blonay-Chamby
Il 28 dicembre 1899, due società presentarono i loro progetti di linea, a scartamento metrico, Vevey - Blonay - Chamby e Vevey - Châtel-St -Denis, il 28 giugno 1901 fu concessa una concessione per le due linee alla "Compagnie des chemins de fer électriques veveysans”, nata dalla fusione delle due società dietro i progetti. Il 5 novembre 1901 iniziò il primo cantiere tra Vevey e Chamby, le inaugurazioni ebbero luogo il 1 ottobre 1902 per Vevey-Chamby e il 2 aprile 1904 per la tratta Châtel-St-Denis .
Negli anni '60 il basso livello di affluenza indusse la Confederazione svizzera a imporre misure drastiche per il rinnovo della concessione: il traffico sulla tratta Blonay - Chamby fu fermato il 22 maggio 1966, mentre sulla tratta Châtel-St-Denis la fermata avvenne il 31 maggio 1969; per quest'ultimo tratto seguì lo smantellamento del binario.

### 1966-1968: prende forma il progetto turistico
Quando venne chiuso il collegamento ferroviario Blonay-Chamby, la revisione degli assetti turistici della linea accese nelle menti degli appassionati l'idea di realizzare una linea ferroviaria turistica a vapore, sul modello di quanto già si stava facendo in Inghilterra. All'inizio, alla vigilia della chiusura della linea, questi appassionati erano due, che non si conoscevano: Marcel Rittener, direttore d'orchestra e Jean Thuillard, giovane fotografo ferroviario amatoriale. Poi si unì a loro Jean Paillard, ingegnere presso l'Ufficio federale dei trasporti.
Dopo alcuni contatti amministrativi “scettici ma positivi”, il 5 dicembre 1966 si tenne un'assemblea generale costituente, che riuniva 82 persone, che fondò la “Società per la creazione della ferrovia turistica Blonay - Chamby”. L'accordo dei proprietari della linea CEV fu presto ottenuto ma l'iter era appena iniziato. Occorreva ancora tempo per trovare una procedura giuridicamente accettabile con le autorità amministrative confederali e cantonali.
In questo periodo i volontari si erano messi al lavoro, in particolare, a  eseguire lavori sui binari mancanti di manutenzione e reperire materiale rotabile. Il 25 gennaio e il 9 giugno 1967 arrivarono il primo tram elettrico e la prima locomotiva a vapore, il 1 luglio vi fu la corsa di un treno di servizio.
L'amministrazione seguiva il suo corso con il deposito della domanda di concessione il 12 marzo 1967, lo scioglimento della società originaria, e la sua sostituzione con una doppia costituzione: una società cooperativa per l'amministrazione e le operazioni, e un'associazione di sostegno per i membri.
Il culmine di due anni di impegno fu raggiunto il 1º maggio 1968; con l'autorizzazione ad operare data dal Consiglio Federale, la squadra di volontari raddoppiò gli sforzi per mettere a norma il binario e il materiale rotabile, senza dimenticare la formazione del personale e l'organizzazione della società cooperativa.

### 1968-2008: 40 anni di treno turistico
Il 20 luglio 1968 ebbe luogo l'inaugurazione, con grande successo; 2900 persone presero il treno turistico durante il primo fine settimana di attività e la prima stagione fu positiva, con 20 000 passeggeri a bordo dei treni.
Nei successivi 40 anni la motivazione dei volontari resterà costante, crescerà la raccolta di rotabili ferroviari, evolveranno anche le infrastrutture; all'inaugurazione c'era solo il binario, l'accoglienza dei passeggeri e il rotabile gli edifici di protezione delle scorte erano ridotti quasi a zero. 
Il deposito museale, al presente, è costituito da due sale costruite secondo lo stile ferroviario della regione, inaugurate nel 1973 e nel 1993. L'edificio di accoglienza, con vista su Lago Lemano, è stato inaugurato nel 1998, comprende: uno spazio ristorazione, un negozio di souvenir e bagni. Anche il mantenimento della linea ferroviaria è una priorità, ora è all'altezza degli standard moderni e le attrezzature contemporanee vi circolano regolarmente.

## Caratteristiche
La ferrovia museo Blonay-Chamby, della lunghezza di 2.950 m,  si trova nella Svizzera romanda, sulle alture tra Vevey e Montreux, a nord del Lago di Ginevra e collega Blonay sulla Vevey-Blonay-Les Pléiades con Chamby sulla Montreux-Les Avants-Montbovon-Château-d'Oex-Gstaad-Zweisimmen.

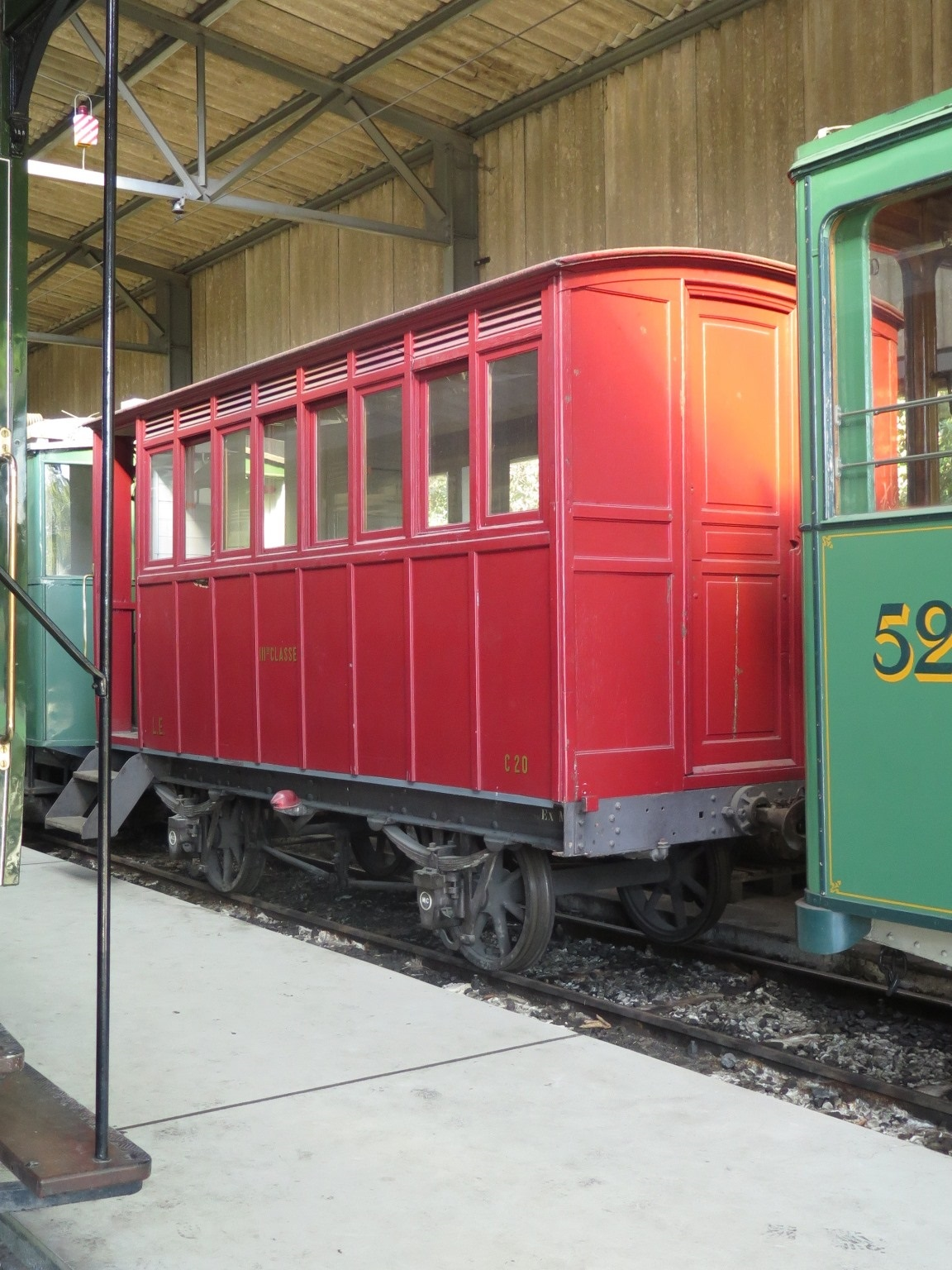
Carrozza passeggeri realizzata per la linea del Moncenisio, conservata dalla Ferrovia Museo Blonay-Chamby dal 2016

### Percorso

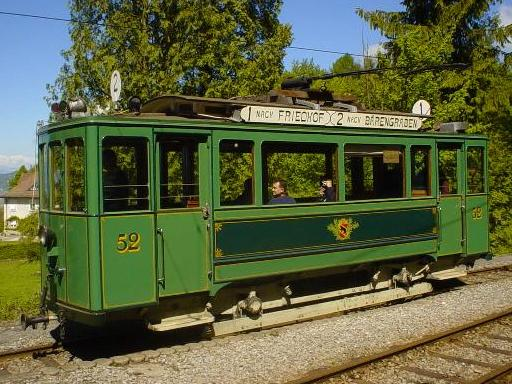
Tram Ce 2/2 52 della Städtische Strassenbahn Bern, a Chaulin nel 2003

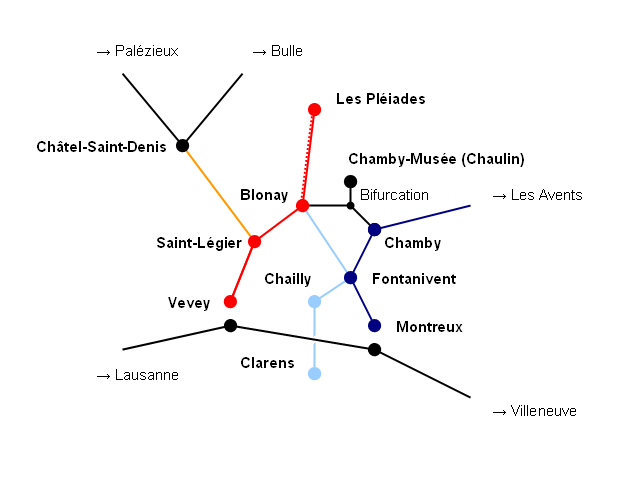
Situazione linea ferroviaria di riviera Vevey-Montreux

| Continuation backward |

| Unknown route-map component "exKHSTa" | Station on track |  |

| Unknown route-map component "exSTR" | Unknown route-map component "ABZgl" | Unknown route-map component "CONTfq" |

| Unknown route-map component "exSTR" | Station on track |  |

| Unknown route-map component "exBUE" | Level crossing |  |

| Unknown route-map component "exCONTr+g" | Straight track |  |

| Stop on track |

| Unknown route-map component "hKRZWae" |

| Small non-passenger station on track |

| Enter and exit tunnel |

| Stop on track |

|  | Unknown route-map component "ABZg+l" | Unknown route-map component "KBHFeq" |

|  | Small non-passenger station on track |

| Unknown route-map component "d" | Unknown route-map component "STR~L" | Unknown route-map component "STR~R" + Unknown route-map component "STR+l" | Unknown route-map component "dCONTfq" |

| Unknown route-map component "d" | Unknown route-map component "vBHF" |

| Unknown route-map component "d" | Unknown route-map component "SPLe" |

| Unknown route-map component "d" | Continuation forward |